# Herb gminy Zabrodzie
Herb gminy Zabrodzie – jeden z symboli gminy Zabrodzie, autorstwa Roberta Szydlika, ustanowiony 30 czerwca 2004.

## Wygląd i symbolika
Herb przedstawia na tarczy w polu czerwonym: krzyż srebrny (biały) opleciony gałązką cierniową czarną na prawej flance, podwójnie wystrzępione pióro gęsie srebrne (białe) na lewej flance, rzeka falista srebrna (biała) w podstawie tarczy. Krzyż jest godłem zaczerpniętym z herbu Zgromadzenia Sióstr Benedyktynek Samarytanek Krzyża Chrystusowego, które wywarło niemały wpływ na życie lokalnej społeczności. Pióro gęsie jest nawiązaniem do postaci Cypriana Kamila Norwida, który urodził się na terenie gminy Zabrodzie. Natomiast rzeka nawiązuje do topografii gminy Zabrodzie, której północno-zachodnia granica biegnie wzdłuż z linią rzeki Bug oraz do rzeki Fiszor.